# Cley next the Sea
Cley next the Sea is een civil parish in het bestuurlijke gebied North Norfolk, in het Engelse graafschap Norfolk met 437 inwoners. Veel oude gebouwen herinneren nog aan de tijd dat de plaats veel handel dreef met Nederland en Vlaanderen. Het is onder andere te zien aan de gevels, maar ook bij een aantal panden met Hollandse dakpannen. De handel met Nederland en Vlaanderen was belangrijker dan die met Londen, want Amsterdam lag op een dag zeilen en Londen op vier dagen.

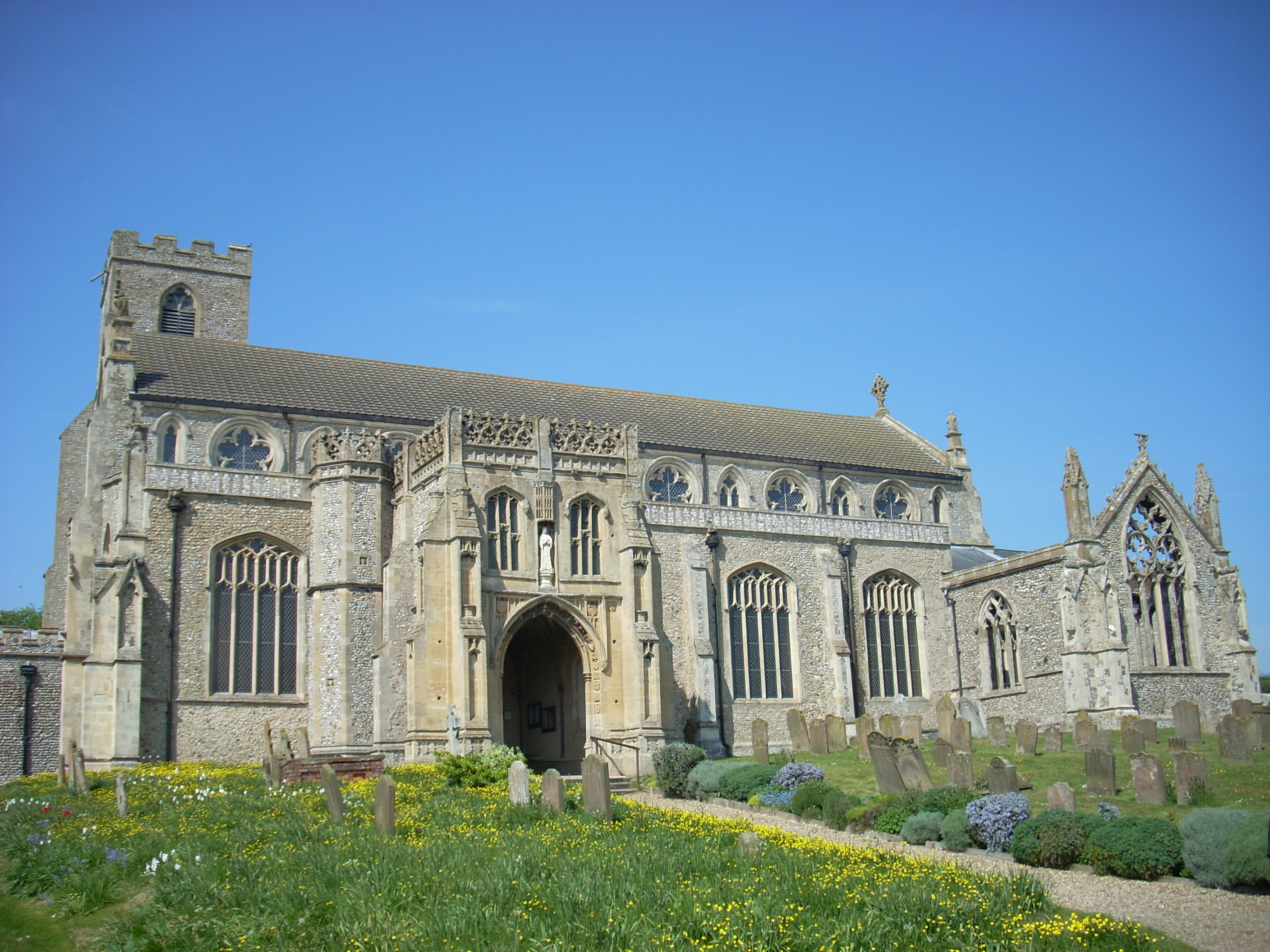
Kerk van St Margaret